# Dendropsophus soaresi
Espèce
Synonymes
- Hyla soaresi Caramaschi & Jim, 1983

Statut de conservation UICN

 LC  : Préoccupation mineure
Dendropsophus soaresi est une espèce d'amphibiens de la famille des Hylidae.

## Répartition
Cette espèce est endémique du Brésil. Elle se rencontre entre 600 et 1 200 m d'altitude de Manga, dans le nord de l'État du Minas Gerais, à l'ouest vers São Salvador do Tocantins dans l'État du Tocantins, au nord vers São Pedro da Água Branca et Ilha de São Luis dans l'État du Maranhão, à l'est vers Mamanguape dans l'État du Paraíba.

## Étymologie
Cette espèce est nommée en l'honneur de Benedicto Abílio Monteiro Soares.

## Publication originale
- Caramaschi & Jim, 1983 : Uma nova espécie de Hyla do grupo marmorata do nordeste brasileiro (Amphibia, Anura, Hylidae). Revista Brasileira de Biologia, vol. 43, p. 95-198.